# Турнір пам'яті Валерія Лобановського 2021
Турнір пам'яті Валерія Лобановського 2021 — сімнадцятий офіційний турнір пам'яті Валерія Лобановського, що проходив у Києві з 26 по 28 травня 2021 року.

## Учасники
У турнірі як зазвичай мали взяти участь чотири збірні:
- Україна (U-21) (господарі)
- Узбекистан (U-21)
- Азербайджан (U-21)
- Туніс (U-21)

Втім в останній момент через карантинні обмеження, запроваджені в Тунісі, молодіжна збірна цієї країни не змогла прибути до України, а УАФ вирішила не скасовувати турнір і було ухвалено рішення провести меморіал із трьома учасниками, які залишились, в одне коло.

## Регламент
Першочерговий регламент передбачав стандартний формат: кожна з команд стартує з півфіналу, переможці яких виходили до фіналу, а збірні, що програли, грають матч за 3-тє місце. 26 травня мали пройти півфінали Україна (U-21) — Азербайджан (U-21) на «НТК імені В. Баннікова» та Туніс (U-21) — Узбекистан (U-21) на «Оболонь-Арені», а 28 травня матч за участю молодіжної збірної України на «НТК ім. В. Баннікова» та матч за 3-тє місце або фінал на «Оболонь-Арені».
Після зміни формату календар також був змінений — кількість матчів була зменшена до трьох, які мали відбуватись по одному кожного дня. За новим регламентом турніру, за перемогу в матчі команда отримуватиме три очки. Якщо після завершення основного часу матчів зафіксовано нічийний рахунок, переможця визначатиме серія післяматчевих пенальті. Додаткового часу не передбачено. Переможець у серії післяматчевих пенальті отримуватиме два очки, а переможений — одне. Якщо команди матимуть однакову кількість очок, для визначення місць насамперед враховуватимуться показники в зустрічах між цими командами.

## Стадіони
| Київ             | Київ                |
| ---------------- | ------------------- |
| «Оболонь-Арена»  | «НТК ім. Баннікова» |
| Місткість: 5 100 | Місткість: 1 678    |
|                  |                     |

## Матчі
| 26 травня 2021 17:00 |

| Україна (U-21) | 0:1      | Азербайджан (U-21) |
| -------------- | -------- | ------------------ |
|                | Протокол | Гурбанли 17'       |

| «НТК імені В. Баннікова», Київ Арбітр: Сергій Бойко (Україна) |

Україна (U-21): Моргун, Кузик (Алефіренко, 46), Таловєров, Вівчаренко, Драмбаєв (Снурніцин, 46), Бражко (Ярмолюк, 71), Батагов (Литвиненко, 46), Очеретько (Муравський, 78), Мудрик (Кравчук, 71), Супряга (В'юнник, 46), Сікан (Ванат, 46)

Азербайджан (U-21): Мехбалієв, Ахмадов (Алієв, 90+4), Хусейнов (Агджабаєв, 46), Челік, Хусейнлі, С. Абдуллазада (Рзаєв, 46), Р. Абдуллазада (Зулфугарлі, 61), Сєїдов, Валізада (Гарахмадов, 89), Елізада (Д. Джафаров, 61), Гурбанли (В. Джафаров, 61).
Попереджені: Сікан, Батагов, Литвиненко — Хусейнлі, Гурбанли.
| 27 травня 2021 17:00 |

| Азербайджан (U-21) | 0:1      | Узбекистан (U-21) |
| ------------------ | -------- | ----------------- |
|                    | Протокол | Жалоліддінов 75'  |

| «Оболонь-Арена», Київ Арбітр: Євгеній Арановський (Україна) |

Азербайджан (U-21): Самігуллін, Алієв, Агджабаєв (Челік, 84), Зулфугарлі (Гурбанлі, 61), С. Абдуллазада, Рзаєв (Сєїдов, 61), В. Джафаров, Д. Джафаров (Р. Абдуллазада, 67), Гарахмадов (Валізада, 84), Мустафаєв (Хусейнлі, 84), Асгєров (Елізада, 61)

Узбекистан (U-21): Юлдашев, Мірсаїдов (Бєгімов, 67), Турсунов (Хаміджонов, 75), Султанмурадов (Турдалієв, 71), Шамсієв, Ібрагімов (Холматов, 71), Журакузієв (Джалоліддінов, 67), Абдуманнонов (Норчаєв, 67), Бурієв (Розієв, 75), Мамасідіков (Хошимов, 67), Оділов (Рахімкулов, 72).
Попереджені: Зулфугарлі, Асгєров, В. Джафаров — Шамсієв, Оділов, Джалоліддінов, Турдалієв. На 90+1-й хвилині вилучений Шамсієв.
Після завершення матчу вилучені: С. Абдуллазада — Розієв.
| 28 травня 2021 17:00 |

| Україна (U-21) | 0:2      | Узбекистан (U-21)            |
| -------------- | -------- | ---------------------------- |
|                | Протокол | Жалоліддінов 41' Норчаєв 63' |

| «НТК імені В. Баннікова», Київ Арбітр: Денис Шурман (Україна) |

Україна (U-21): Турбаєвський, Алефіренко (Ременяк, 46), Муравський (Таловєров, 46), Снурніцин, Драмбаєв (Вівчаренко, 46), Литвиненко, Бражко (Мудрик, 46), Батагов, В'юнник, Сікан (Кравчук, 58), Ванат (Супряга, 67)

Узбекистан (U-21): Абдунабієв, Хаміджонов, Абдуманджидов, Турдалієв (Султанмурадов, 81), Бегімов (Мірсадов, 60), Рахімкулов, Жалоліддінов (Оділов, 49), Холматов (Абдуманонов, 60), Журакузієв (Ібрагімов, 46), Хошімов (Бурієв, 81), Норчаєв.
Попереджені: Сікан, Литвиненко, Мудрик — Хаміджонов, Турдалієв, Норчаєв. На 67-й хвилині вилучений Хаміджонов (друге попередження).

## Турнірна таблиця
| Збірна             | І | В | Н | П | ГЗ | ГП | РГ | О |
| ------------------ | - | - | - | - | -- | -- | -- | - |
| Узбекистан (U-21)  | 2 | 2 | 0 | 0 | 3  | 0  | +3 | 6 |
| Азербайджан (U-21) | 2 | 1 | 0 | 1 | 1  | 1  | 0  | 3 |
| Україна (U-21)     | 2 | 0 | 0 | 2 | 0  | 3  | −3 | 0 |

## Нагороди
| Володар Кубка Лобановського |
| --------------------------- |
| Узбекистан (U-21) 2-й титул |

## Склади команд

### Україна[3]
Воротарі: Валентин Моргун («Динамо» Київ), Микита Турбаєвський («Шахтар» Донецьк), Кирило Фесюн («Колос» Ковалівка).
Захисники: Денис Кузик, Костянтин Вівчаренко (обидва — «Динамо» Київ), Олександр Драмбаєв, Назарій Муравський (обидва — «Маріуполь»), Ігор Снурніцин («Олімпік» Донецьк), Максим Таловєров («Динамо» Чеські Будейовиці).
Півзахисники: Володимир Бражко («Динамо» Київ), Арсеній Батагов, Єгор Ярмолюк (обидва — «Дніпро-1» Дніпро), Даниїл Алефіренко («Зоря» Луганськ), Михайло Мудрик («Шахтар» Донецьк), Олег Очеретько («Маріуполь»), Данило Кравчук («Ворскла» Полтава), Артур Ременяк («Львів»), Іван Литвиненко («Рух» Львів).
Нападники: Владислав Супряга, Владислав Ванат (обидва — «Динамо» Київ), Данило Сікан («Маріуполь»), Богдан В'юнник («Шахтар» Донецьк).
Головний тренер: Руслан Ротань